# Los Guasimitos (paroisse civile)
Pour les articles homonymes, voir Los Guasimitos.
Los Guasimitos est l'une des quatre paroisses civiles de la municipalité d'Obispos dans l'État de Barinas au Venezuela. Sa capitale est Los Guasimitos. En 2018, sa population s'élève à 12 875 habitants.

## Géographie

### Démographie
Hormis sa capitale Los Guasimitos, la paroisse civile possède plusieurs localités, dont :
- Agua Linda
- Caño Colorado
- El Poncho
  - El Poncho Arriba
- La Sabana
- Los Guasimitos
- Los Negros
- Mata de Palma
- Piedras Negras
- Pueblo Viejo
- San José Obrero